# Herrmann (Zauberkünstlerfamilie)
Herrmann war eine internationale Zauberkünstlerfamilie.

## Bedeutende Mitglieder
- Samuel Herrmann, Arzt und Zauberkünstler, Vater von Compars und Alexander Herrmann
  - Compars Herrmann (1816–1887), Bruder von Alexander Herrmann
  - ⚭ Rosa Herrmann-Csillag (1832–1892), Opernsängerin
    - Blanche Corelli (1853–1939), Sängerin und Gesangspädagogin

  - Alexander Herrmann (1844–1896), Bruder von Compars Herrmann
  - ⚭ Adelaide Herrmann (1853–1932), Ehefrau und Assistentin von Alexander Herrmann, angeheiratete Tante von Leon Herrmann
    - Neffe von Adelaide: Felix Herrmann (1881–1938; eigentlicher Name: Felix Kretchman), nannte sich als Zauberkünstler The Great and Only Herrmann[1]
    - ⚭ Gladys Herrmann (1895–1966), spätere Partnerin von Felix Herrmann[1]

  -  ? Herrmann, Bruder von Compars und Alexander Herrmann
    - Leon Herrmann (1867–1909), Neffe von Compars und Alexander, zwischenzeitlicher Partner seiner angeheirateten Tante Adelaide nach dem Tode von Alexander Herrmann
    - ⚭ Marie Herrmann, Illusionistin und spätere Partnerin von Ehemann Leon Herrmann

Vier Familienmitglieder (Compars, Alexander, Adelaide und Leon Herrmann) wurden in die Hall of Fame der Society of American Magicians aufgenommen.

## Verwandtschaft mit Harry Houdini
Es besteht eine angeheiratete Verwandtschaft zwischen den Zauberkünstlern der Familie Herrmann und Harry Houdini. Die erste Ehefrau von Houdinis Vater war eine Cousine ersten Grades von Compars erster Ehefrau Rosa Herrmann-Csillag. Houdinis Vater und Compars Herrmann waren befreundet, auch wenn sie dies aus geschäftlichen Konkurrenzgründen nicht publik machten. Houdini selbst war damit ein Cousin zweiten Grades der Opernsängerin Blanche Corelli, mit der er viele Jahre lang Briefe austauschte.